# Rattelschneck
Rattelschneck ist ein deutsches Zeichnerduo, das aus Marcus Weimer (* 1963 in München) und Olav Westphalen (* 1963 in Hamburg) besteht und seit den 1990er Jahren Cartoons unter anderem in Titanic, Kowalski, junge Welt, Süddeutsche Zeitung, FAZ, 11 Freunde und Die Zeit veröffentlicht.

## Werdegang
Der Name Rattelschneck ist eine Verballhornung des englischen Worts ,rattlesnake‘ (,Klapperschlange‘). Weimer und Westphalen lernten sich 1986 an der Hochschule für bildende Künste Hamburg im Rahmen einer Gastprofessur von F. K. Waechter kennen. Über ihr Konzept sagen sie selbst: „Rattelschneck ist keine Person, sondern ein Kollektiv; gegründet als utopisches Projekt“. Als Rattelschneck veröffentlichen sie Cartoons und Comicstrips mit einer sehr charakteristischen Form absurden Humors. Die Zeit schrieb 1993 über Rattelschneck:

„Die Welt von Rattelschneck ist nicht nur kindlich, abgründig und erzieherisch äußerst wertvoll. Sie ist auch schlecht gezeichnet. Da wird geschlampt und geschmiert, und es spucken die Kugelschreiber vor sich hin. Dieses ästhetische Unvermögen freilich ist Ergebnis einer gediegenen graphischen Ausbildung […] Und es ist das, was die Kunstgeschichtsschreibung einen ‚Stil‘ nennt, nämlich jener der caricature brute.“

Zusammen mit dem Schriftsteller Max Goldt gestaltete Weimer ab 1991 die Collage-Reihe Die Mulde in der Satirezeitschrift Kowalski. Weimer lebt in Berlin, wo er als Gagwriter unter anderem für Olli Dittrich arbeitet. Westphalen lebte als freier Künstler in New York, wo seine Skulpturen und Zeichnungen in internationalen Galerien ausgestellt und in zahlreichen Büchern veröffentlicht wurden. Er ist Professor für Performancekunst an der Königlichen Kunstakademie in Stockholm.

## Figuren

### Stulli, das Pausenbrot
Rattelschnecks bekannteste Figur war „Stulli“, die Hauptfigur des bis 2012 in der Titanic erschienenen Comicstrips Stulli, das Pausenbrot. Stulli bezeichnet sich in jedem Comic als „schön mit Margarine beschmiert und dick mit Fleischsalat belegt“. Die Figur ist vom Wunsch besessen, aufgegessen zu werden, der ihm stets verwehrt bleibt. Häufig übergeben sich die von Stulli angesprochenen Figuren mit dem Inflektiv „würg“. Die Formulierung „schön mit Margarine beschmiert und dick mit Fleischsalat belegt“ wird unter anderem im Comic Die Schlacht von Wosiegrad (2006) von Katz & Goldt zitiert. Klaus Cäsar Zehrer vergleicht Stulli mit Robert Gernhardts Comicfigur „Schnuffi“:

„Ein Pausenbrot ist als Serienheld fraglos um Längen blöder als ein nilpferdartiger Humanoid [i.e. Gernhardts ‚Schnuffi‘], der gewollt grobschlächtige, kindische Zeichenstil Rattelschnecks unterstützt die intendierte Ferne an Feingeistigkeit wirkungsvoller als Gernhardts sauberer Strich, und die Rinde als Ehefrau des Pausenbrots gibt eine abwegigere, weniger vorhersehbare Pointe ab. Der gezeichnete Nonsens ist seit Gernhardts Frühzeit erheblich dreister und drastischer geworden.“

Weitere Figuren sind „Rümpfchen“ (ein Männlein ohne Arme und Beine), die „Skyfuckers“, „Wonderbra Bernd“, „Trompi der Elefant“ und „Lebkuchen Jonny“.

### Das Damenkloschwert
In der Juniausgabe 1999 der Titanic erschien eine Rattelschneck-Karikatur mit der Unterschrift „Über mir schwebte das Damenkloschwert. Ich hatte mich in der Tür geirrt“. Das Wort „Damenkloschwert“ ist ein Malapropismus der Redewendung vom Damoklesschwert. Auf der Karikatur ist ein Mann zu sehen, der irrtümlich die Damentoilette betreten hat und über dem ein Schwert hängt. Der Schriftsteller Max Goldt zitiert das Wort in seinem Tagebuch-Buch Wenn man einen weißen Anzug anhat. Der Übersetzer Ulrich Blumenbach verwendet das Wort in einer Übersetzung von David Foster Wallace.

## Auszeichnungen
- Bernd-Pfarr-Sonderpreis für komische Kunst 2007

## Werke (Auswahl)

### Einzelveröffentlichungen
- Ich hab keine Bremse. Lappan Verlag, 1991, ISBN 3-89082-401-3.
- Dem weißen Häschen zwischen die Ohren. Jochen Enterprises, 1994, ISBN 3-930486-03-2.
- Mehr Kundschaft. Lappan Verlag, 1995, ISBN 3-89082-554-0.
- Allein verreisen. Elster-Verlag, 1998, ISBN 3-89151-855-2.
- Das dicke Rattelschneck-Buch. Eulenspiegel-Verlag, 2001, ISBN 3-359-01426-X.
- Männliche Strategien. Kein & Aber, 2003, ISBN 3-0369-5216-0.
- Architekturwitzzeichnungen. Büro Wilhelm Verlag, 2003, ISBN 3-936721-00-9.
- Helden und Geschichten: Ein großes Rattelschneck-Buch. Carlsen Verlag, 2009, ISBN 978-3-551-68041-9.

### Beiträge
- Marburganderlahnbuch. Verbrecher Verlag, 2004.
- Hier lacht der Betrachter. Lappan Verlag, 2005, ISBN 3-8303-3116-9.
- Frankfurtmainbuch. Verbrecher Verlag, 2005.
- Welcome to Amerika. Carlsen Verlag, 2008.

### Illustrationen
- Kester Schlenz: Bekenntnisse eines Säuglings. Goldmann, München 2013, ISBN 978-3-442-17344-0.
- Christoph Drösser: Stimmt’s? Moderne Legenden im Test. Rowohlt, Reinbek bei Hamburg 2002, ISBN 3-499-61489-8.
- Wiglaf Droste: In 80 Phrasen um die Welt. Edition Nautilus, Hamburg 2003, ISBN 3-89401-427-X.
- Wendy Northcutt: Die Darwin Awards für die skurrilsten Arten zu Tode zu kommen. Hoffmann und Campe, Hamburg 2002, ISBN 978-3-455-09363-6.
- Christiane Tewinkel: Bin ich normal, wenn ich mich im Konzert langweile? DuMont, Köln 2005, ISBN 978-3-8321-7860-4.
- Nikolaus Nützel: Ihr schafft mich! Wie andere dein Leben bestimmen. Und wie du dein Leben selbst bestimmen kannst. cbj, München 2013, ISBN 978-3-570-40265-8.[14]
- Robert Seethaler: Trotteln, Ullstein, Berlin 2025, ISBN 978-3-550-20405-0.[15]

### Ausstellungen (Auswahl)
- Helden und Geschichten. Galerie Knoth & Krüger, Berlin-Kreuzberg 2010.